# ولایت حجاز

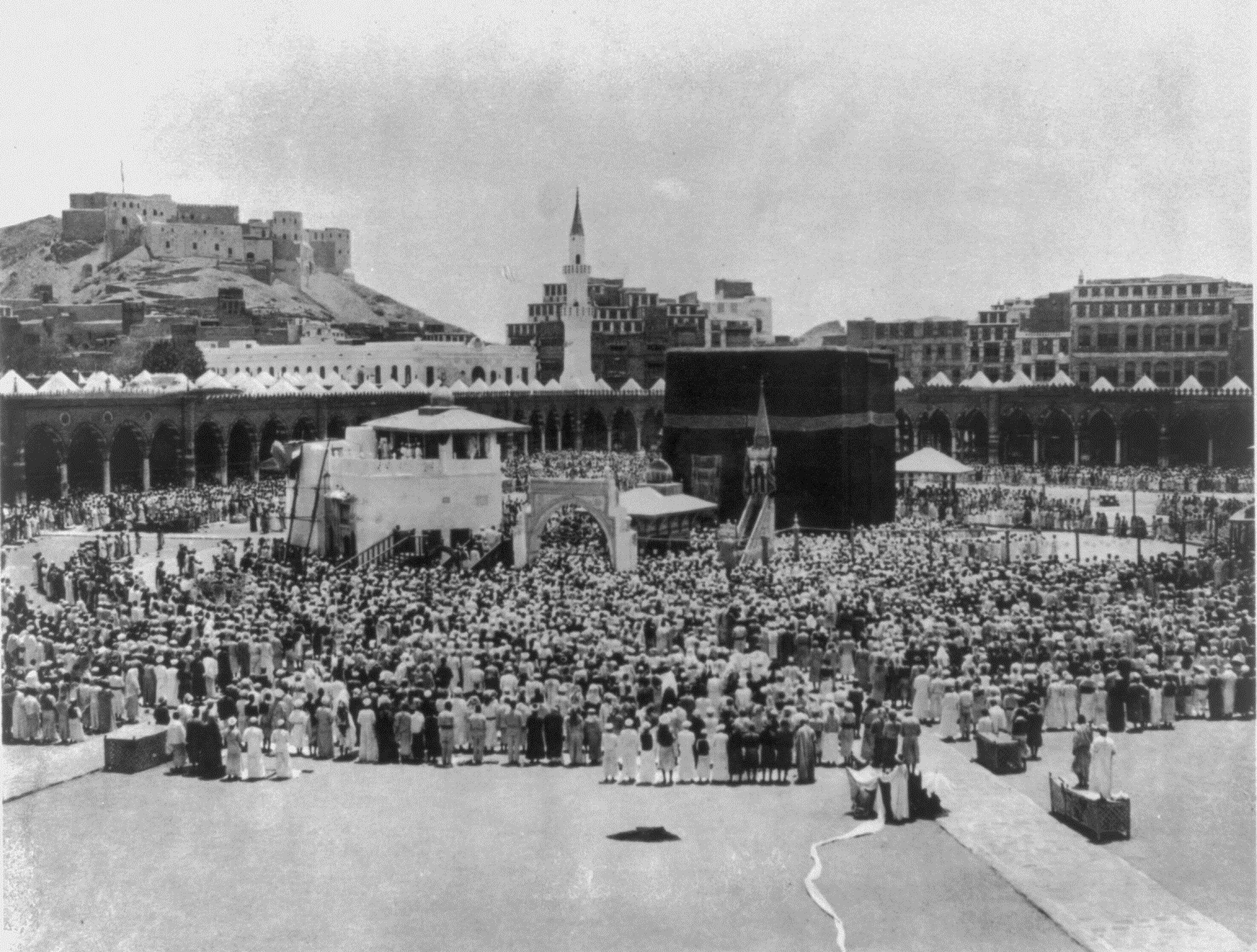
مکه در دوره امپراتوری عثمانی، سال ۱۸۸۹

ولایت حجاز (به عربی: ولایة الحجاز، ترکی عثمانی: ولایت حجاز) به منطقه حجاز در عربستان گفته می‌شود که از سال ۱۸۷۲ تا ۱۹۱۶ به عنوان بخشی از امپراتوری عثمانی اداره می‌شد. امپراتوری عثمانی در ابتدای قرن بیستم طبق گزارش‌ها مساحتی معادل ۹۶٬۵۰۰ مایل مربع (۲۵۰٬۰۰۰ کیلومتر مربع) داشته‌است. ولایت حجاز شامل تمام سرزمین‌ها از مرز جنوبی سوریه عثمانی، جنوب شهر معان، تا مرز شمالی ولایت یمن بود.